# Сфетеску, Эуджен
Эуджен Сфетеску (рум. Eugen Sfetescu; 1907, Бухарест — неизвестно) — румынский регбист, хукер. Бронзовый призёр летних Олимпийских игр 1924 года.

## Биография
Эуджен Сфетеску родился в 1907 году в румынском городе Бухарест.
Играл в регби за «Стадиул Ромын» из Бухареста на позиции хукера.
В 1924 году вошёл в состав сборной Румынии по регби на летних Олимпийских играх в Париже и завоевал бронзовую медаль. Провёл 2 матча, очков не набирал.
В 1927 году также играл за сборную Румынии в матче против Чехословакии.
О дальнейшей жизни данных нет.

## Память
6 июня 2012 года в составе сборной Румынии, завоевавшей бронзу летних Олимпийских игр 1924 года, введён в Зал славы регби.

## Семья
Старший брат — Мирча Сфетеску (1905—?), румынский регбист. Играл вместе с Эудженом за сборную Румынии на летних Олимпийских играх 1924 года и завоевал бронзовую медаль.